# Władysław Sendecki
Władysław Sendecki, ps. Adzik (ur. 17 stycznia 1955 w Gorlicach) – polski pianista, klawiszowiec, kompozytor, aranżer jazzowy. Według New York Village Voice jeden z pięciu najlepszych pianistów na świecie. Jego bratem jest muzyk Stefan Sendecki. 
Styl muzyczny pianisty to synteza jazzu, muzyki klasycznej i fusion, z elementami world music. 

W mojej muzyce chodzi o oddanie ducha Chopina, Mickiewicza i tych, którzy przyczynili się do tego, jacy my, Polacy, jesteśmy. Od tego nie można oderwać się i być kimś innym... Na moim pierwszym występie w wieku 14 lat, grałem w filharmonii Koncert f-moll Chopina. Później w lokalnej gazecie było napisane, że grałem ten koncert tak, jakbym go sam napisał. Muszę przyznać się, że wtedy tego nie rozumiałem... Nigdy nie widziałem innej alternatywy niż muzyka, i nic nie wypełniało mnie tak, jak muzyka. Nic innego mnie nie interesowało. Muzyka to chemia, fizyka, psychologia, historia, język, poezja, woń pól, łąk i lasów, miłość, własne wady i zalety. Po prostu wszystko. Całe życie. Rozum. Instynkt.

## Życiorys
Pochodzi z muzycznej rodziny, jednakże jej członkowie zajmowali się muzykowaniem jedynie amatorsko. Jego ojciec po ukończeniu studiów ożenił się z rodowitą krakowianką z którą zamieszkał w swoim domu rodzinnym w Gorlicach. W tejże miejscowości Władysław spędził dzieciństwo i w wieku 4 lat rozpoczął naukę gry na pianinie. Pierwszą edukacje muzyczną otrzymał od rodziców. Po kilku latach był już laureatem lokalnych konkursów i dorabiał w zespole tanecznym, którego kierownikiem był jego ojciec – grając i pisząc pierwsze aranżacje. Wujek Stanisław Sendecki, zaproponował jego rodzicom konsultacje u profesorów w Krakowie i tamże jako 11-latek pobierał prywatne lekcje u prof. Szkielskiej, grając muzykę klasyczną. Następne szczeble edukacji muzycznej młodego pianisty to nauka w Państwowej Ogólnokształcącej Szkole Muzycznej II st. im. Fryderyka Chopina, a później w Akademii Muzycznej w Krakowie.

Byłem trenowany na klasyka i, oczywiście, kiedy zaczęły się kontakty z inną muzyką, powstał problem. Nie mogłem grać na fortepianie innej muzyki niż klasyczna, więc zacząłem stukać na bębnach. Sprawiało mi to wielką przyjemność.

W 1974 roku, w wieku 19 lat razem z Jarosławem Śmietaną, przy krakowskim klubie Pod Jaszczurami założył jazz-rockową formację Extra Ball (J. Śmietana, W. Sendecki, P. Prońko, A. Pawlik, B. Radecki). W 1974 zespół zdobył m.in. II nagrodę na festiwalu Jazz nad Odrą. W 1975, Extra Ball już jako kwartet (po odejściu Piotra Prońko) zdobył na tym festiwalu m.in. I nagrodę zespołową, zaś W. Sendecki ex aequo z J. Śmietaną I nagrodę indywidualną. W latach 1975–1976 zespół brał udział w prestiżowych imprezach jazzowych, takich jak m.in. Jazz Jamboree i koncertował za granicą (Czechosłowacja, Holandia, Niemcy, ZSRR). Pianista wziął udział w nagraniu debiutanckiego albumu Extra Ballu (J. Śmietana, W. Sendecki, A. Olejniczak, J. Cichy, B. Radecki) pt. Birthday (Polish Jazz Vol. 48, 1976), którego był współkompozytorem i współaranżerem – oraz koncertowego longplaya Aquarium Live No. 3 (PolJazz. Klub Płytowy PSJ - Biały Kruk Czarnego Krążka) (Extra Ball w składzie: J. Śmietana, W. Sendecki, A. Olejniczak, J. Cichy, M. Stach).    

Fortepian był królewskim instrumentem i w naszej rodzinie bardzo cenionym. Jazz przyszedł później. No cóż, ja zawsze improwizowałem. Gdy zapomniałem „tekstu” na koncercie, to coś w tym stylu grałem i... poza wtajemniczonymi nikt tego nie zauważył. Jazz poznałem dzięki bratu Stefanowi, który - co było nieczęste w tamtych konserwatywnych czasach - miał szerokie zainteresowania artystyczne, był obdarzony talentem muzycznym, plastycznym, a kilka lat temu ujawnił również literacki... Później, po wczesnej śmierci Taty, powstała potrzeba zarabiania, a nie tylko grania dla przyjemności. Założyliśmy Extra Ball z Jarkiem Śmietaną i poszło. To był czas przygody i doświadczeń młodości. Piękny i niełatwy czas rozpoznawania „who am I”, kim jestem.

W styczniu 1978 roku muzyk postanowił stworzyć nowy projekt i wraz z Andrzejem Olejniczakiem założył jazzową grupę Sun Ship. W tym samym roku kwartet (W. Sendecki, Z. Jaremko, W. Szczurek, M. Stach) nagrał album koncertowy pt. Aquarium Live No. 5 (PolJazz. Klub Płytowy PSJ - Biały Kruk Czarnego Krążka). Najbardziej owocnym rokiem dla zespołu okazał się rok 1979, kiedy to publiczność jak i krytycy uznali go za jedną z czołowych formacji jazzowych w Polsce. W 1980 roku ukazała się studyjna płyta kwintetu (W. Sendecki, Z. Jaremko, H. Miśkiewicz, W. Szczurek, M. Stach; gościnnie J. Gawrych) zatytułowana Follow us (z serii Polish Jazz Vol. 61). W 1981 roku pianista rozwiązał Sun Ship i wyjechał z kraju z powodów politycznych. Do 1995 roku mieszkał w Szwajcarii, a następnie w Hamburgu (od 1996), gdzie mieszka do dziś.

Wywalono mnie ze studiów, zaczęły się szykany paszportowe i innego typu, w tym bilet do wojska. A miałem dwoje malutkich dzieci. Po dwukrotnym wywłaszczeniu naszej rodziny, złośliwościach ze strony bolszewickich biurokratów perspektywa skorumpowania się byłaby największą zdradą rodzinnych ideałów. Poruszyłem niebo i ziemię, żeby się z tego wydostać. Gdyby się nie udało, skończyłbym chyba w lesie, jako partyzant walczący przeciwko tym złodziejom.

W wywiadzie dla portalu internetowego kulturograf.de/pl muzyk rozwinął wątek dotyczący emigracji w 1981 roku:

Polityka mi pomogła opuścić Polskę. Robiłem wtedy spektakl muzyczno-poetycki z Piotrem Szczepanikiem, z tekstami tzw. zabronionymi – m.in. Wysocki oraz nasze teksty i muzyka. Do skutku doszły tylko dwa spektakle, w Starej Prochowni w Warszawie – jeden niebiletowany, dla KOR-u, a drugi dla miasta. Po nim nas wyrzucili za frazę dzikus gnębi dżentelmena, do której ja grałem hymn radziecki. Były ciarki. Za to samo wyrzucili mnie również ze studiów, trzy miesiące przed dyplomem, i zabrali paszport. Mój dziekan powiedział: Ja ciebie muszę wyrzucić. W przeciągu dwóch tygodni byłem tak szykanowany, że w głowie się nie mieści. Już wcześniej byłem notowany, ponieważ kiedyś na lotnisku znaleziono w mojej walizce książkę o CIA. Poza tym mój ojciec. Taka rodzina, nie proradziecka. Nie mogłem tak po prostu wyjechać. Najpierw wysłałem, niby na ferie, moją żonę z dwójką dzieci do Szwajcarii. Mimo że nie miałem paszportu, musiałem podpisać pismo, obligujące mnie, że nie będę nawet podejmował prób wyjazdu za rodziną. Po powrocie rodziny do kraju, nagle, ku mojemu zdziwieniu, dostałem z impresariatu Telewizji Polskiej nowy paszport. Wtedy nie było komputerów, a oni mieli bałagan, więc dostałem paszport nie wiadomo skąd i dlaczego. Pojechałem do Szwecji grać z moim zespołem dla królowej szwedzkiej, z tym 'lewym' paszportem. I wróciłem. Następne tournée tak przygotowaliśmy z żoną, że ja wyjechałem do Szwajcarii prawie równocześnie z nią. Ona już raz była i wróciła, więc puścili ją ponownie, sądząc, że mnie mają w zastaw. Nic nie wiedzieli o tym 'nowym' paszporcie z Pagartu. To był jakiś cud, naprawdę. To była wielka nerwówka.

Za granicą rozpoczął międzynarodową karierę u boku takich muzyków jak m.in.: Billy Cobham, Klaus Doldinger's Passport, Randy Brecker i Michael Brecker, Ray Anderson, Peter Herbolzheimer, Larry Coryell, Didier Lockwood, Michał Urbaniak i Urszula Dudziak, Vitold Rek, Jaco Pastorius, Al Jarreau, Victor Bailey, Buster Williams, Lenny White, Charlie Mariano, Joe Henderson, Bobby McFerrin, Lew Soloff, Mark Mondesir, Biréli Lagrène, Till Brönner. 
Realizował także własne projekty muzyczne. Razem z Leszkiem Żądło, Januszem Stefańskim i Bronisławem Suchankiem, utworzył w 1985 roku zespół Polski Jazz Ensemble. W tym samym roku formacja nagrała w Monachium album Polski Jazz Ensemble (PollJazz, 1986). Był także liderem i założycielem Hamburg Jazz Quartetu.

Nie doświadczyłem zaczynania od zera, bo od razu miałem pracę. Najpierw, jak się rozniosło, że tam jestem, to muzycy zrobili mi koncert w klubie „Bazillus”, w Zurychu. Był Jojo Mayer, młody wówczas chłopak, był Billy Cobham, Monty Alexander, który zaczął mnie namawiać do wyjazdu do Ameryki. Billy Cobham dał mi od razu kontrakt w swoim zespole Glass Menagerie. Zacząłem pisać muzykę do filmu. Ledwie skończyłem, już dzwonili z następnego studia. Mam jeszcze kalendarz z tamtych czasów – przez kilka pierwszych lat prawie codziennie grałem. Tylko, że za marne pieniądze. I muzyka też była bardzo różna. W ogóle nic nie było moje. Nawet z Billym Cobhamem nie graliśmy nic mojego. Nie wiem, kim wtedy byłem. Funkcjonowałem jako sprawny muzyk. Improwizowałem, pisałem na różne składy, w tym na orkiestrę – wszystko, by zarobić. Nie wiedziałem, że o pieniądzach trzeba rozmawiać, zanim się zacznie coś robić. Musiałem bardzo szybko nauczyć się, że człowiek uspokaja się, jak ma wszystko uporządkowane. Więc dostałem najpierw w dupę – pracy miałem bez liku, ale niewiele pieniędzy. Udało się na tyle, że mieliśmy dach nad głową i było co jeść.

Od 1989 roku pracował w charakterze kierownika artystycznego dla szwajcarsko-niemieckiej firmy Music Alleins Services, która zajmowała się produkcją muzyki. Po upadku muru berlińskiego wysłano go do Berlina, gdzie zbudował studio nagraniowe i rozpoczął realizację dużych produkcji. Od 1996 współpracuje z jazzowym NDR Bigband, jako pianista i kompozytor. Orkiestra ta uznawana jest za jedną z najlepszych na świecie. 
Wielokrotnie występował z Atom String Quartet, z którym w 2018 roku nagrał płytę Le jardin oublié / My Polish Heart, wydanej dla niemieckiej wytwórni Neuklang. 
W 2017 roku Władysław Sendecki został „Honorowym Obywatelem” Gorlic.